# Tubby 3 y Tubby 4
Tubby 3 y Tubby 4 son las versiones más exitosas y conocidas de la marca con la que se comercializaban unas series de golosinas muy populares en Argentina. La golosina pertenece a Bagley, compañía argentina que fue absorbida en el año 1994 por Danone, que a su vez se asocia con Arcor en el año 2004.
Esta línea de golosinas se caracterizaban por ser obleas rellenas, bañadas en chocolate semiamargo. La cantidad de capas que poseían indicaba su nombre. El Tubby 3 tenía avellanas y el Tubby 4 caramelo de maní. Posterior a estas, se lanzaría el Tubby 5, que incluía arroz crocante, y el Tubby 6.
La golosina fue creada por Francisco Bellotti, un ingeniero químico quien trabajó para populares marcas como Fanacoa, Stani y Bonafide. Falleció en 2024 a la edad de 94 años, el mismo año en que la golosina cumplió 40 años de haber sido creada. 

## Reseña biográfica
En el año 1984 Bagley contrata a Francisco Bellotti, ex gerente de Fanacoa y Bonafide como gerente de desarrollo con la intención de lanzar al mercado local una oblea dulce bañada en chocolate. En Villa Mercedes, San Luis, se crearon las dos primeras versiones de la marca: Tubby 3 y Tubby 4. En un horno rotativo con 56 moldes que se rellenaban con la mezcla, salía un bloque de obleas, que luego pasaba por un enfriador y posteriormente otra máquina la rellenaba con la crema de maní. Sobre ellos, un baño de caramelo con leche y maní para el Tubby 3 y otro con avellanas, para el Tubby 4, y ambos recubiertos con chocolate. Tal fue la golosina ideada por el químico industrial.
Cerca de 400 mil dólares invirtió la compañía, no solo en la producción de las populares golosinas, sino también en la campaña publicitaria. La campaña estuvo a cargo de la agencia de publicidad Hermida que produjo "Ciudad soleada de Tubby" un spot que habría de ganar un premio en el Festival de Nueva York. La canción, muy recordada, fue compuesta por Juan "Pollo" Raffo (música) y Lucho González (letra) e interpretada por Rubén Goldin  y Claudia Brant.
En los 90' se produce el Tubby 5 y Tubby 6, con una campaña publicitaria cuyos spots son protagonizados por Diego Capusotto. Poco tiempo después, en el año 1994 La empresa francesa Danone adquiere la mayoría accionaria de Bagley y frena la producción de la golosina.
En el año 2013 Bagley renovó la patente comercial de la golosina ante el INPI (Instituto Nacional de la Propiedad Industrial) por lo que mantiene la posibilidad de explotarla hasta el año 2023.En 2023 la firma renovó la marca por 10 años más.
En el año 2016 se lanzó una petición en chance.org para que los dueños actuales de Bagley, lancen nuevamente a Tubby 3 y Tubby 4.
Desde el año 2018 el jingle publicitario está disponible en las plataformas digitales de música, interpretadas por Martin Roman, Gaby Roman y Danny Azzaroni. 
En el año 2024, en oportunidad del 40 aniversario de la popular golosina, Bagley lanzó un alfajor con el nombre de la popular golosina.En este mismo año falleció el creador de la golosina, Francisco Belloti, a la edad de 94 años.

## Distinciones
- Festival Nueva York (Campaña Publicitaria, 1984)